# Seattle Sounders FC
Seattle Sounders FC là đội bóng thuộc thành phố Seattle, bang Washington, nước Mỹ, đang thi đấu tại giải bóng đá nhà nghề Mỹ.